# Filip Onichimowski
Filip Onichimowski (ur. 1978 w Ostrołęce) – polski prozaik pochodzący z Olsztyna.
Jeden z założycieli i redaktorów toruńskiego pisma Undergrunt, członek Bractwa Rycerskiego Zamku Olsztyn, założyciel Okazjonalnego Teatru Destrukcji, autor happeningów: Krucjata 2000, Don Kichot i Wyjście Smoka. Drukowany w ogólnopolskich pismach literackich i antologiach, tłumaczony na niemiecki, w roku 2003 nagrodzony III miejscem w konkursie literackim rozgłośni Deutsche Welle na opowiadanie radiowe w języku polskim.
W 2005 roku debiutował zbiorem opowiadań "Zalani". W 2010 roku, nakładem Wydawnictwa JanKa, ukazała się powieść Człowiek z Palermo.
Jego twórczość zalicza się do tzw. Prozy Północy.

## Proza
- Zalani (2005)
- Człowiek z Palermo (2010)